# Emmaus (Pennsylvanie)
Pour les articles homonymes, voir Emmaüs.
Emmaus est une ville des États-Unis, située dans l'État de Pennsylvanie, et nommée ainsi en référence à l'Emmaüs de l'Évangile selon Luc.